# François Raffenaud
 (avril 2014).
Si vous disposez d'ouvrages ou d'articles de référence ou si vous connaissez des sites web de qualité traitant du thème abordé ici, merci de compléter l'article en donnant les références utiles à sa vérifiabilité et en les liant à la section « Notes et références ».
 (avril 2025).

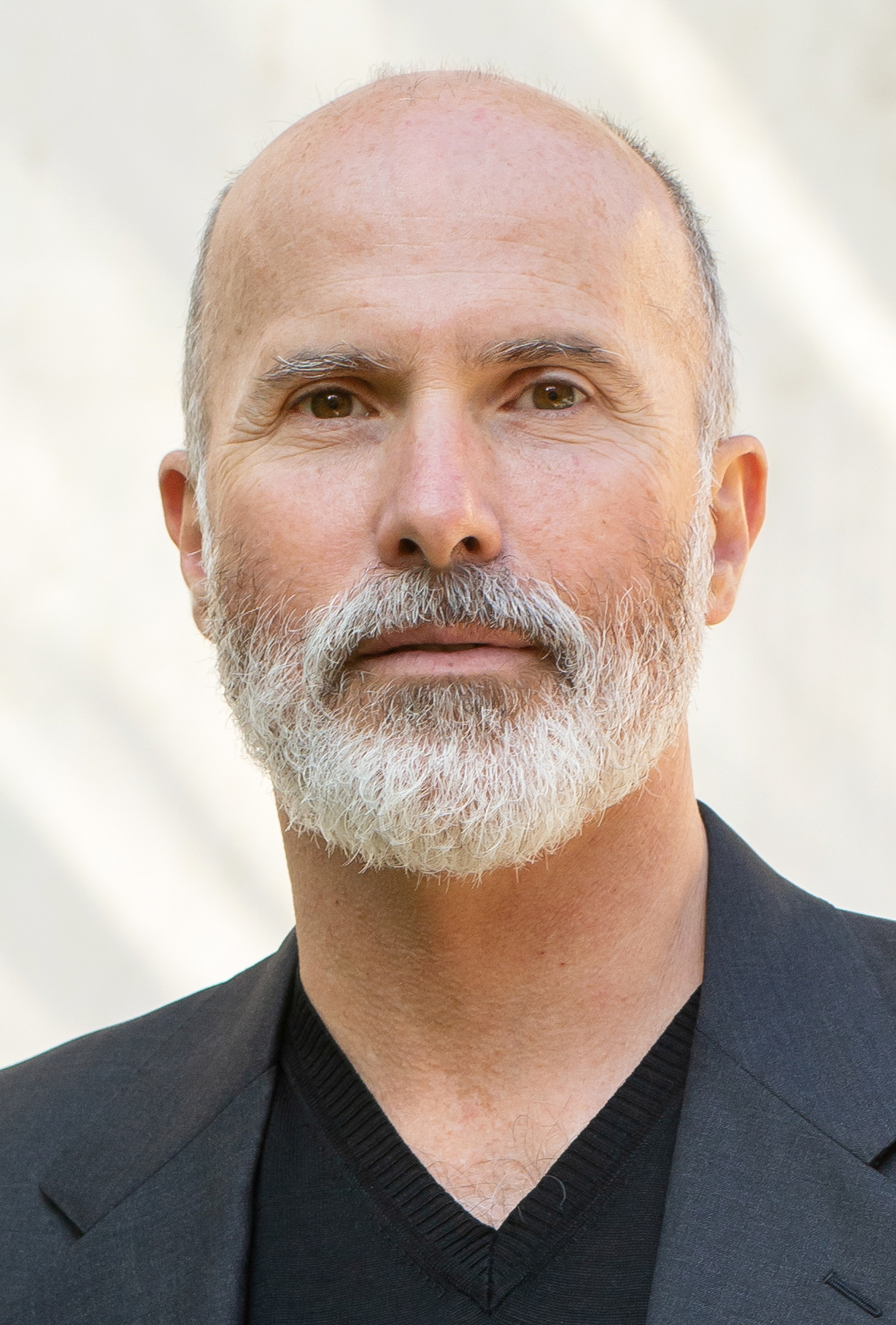
François Raffenaud par Benoit Moyen 2018

François Raffenaud est un comédien, dramaturge et metteur en scène français.

## Biographie

### Comédien
François Raffenaud débute comme comédien en 1984.
En 1989 François s'installe à New York où il dirige des ateliers auprès de la Conspiracy Cie.
De 1991 à 1996 il collabore avec Élisabeth Chailloux et Adel Hakim, à la fois comme comédien et assistant à la mise en scène.
De 1996 à 2002, François Raffenaud s’installe à Londres, tout en continuant à jouer de temps à autre en France. En Grande-Bretagne il interprète Froggy Style,,,,, un tour de chant en anglais mis en scène par Thierry Harcourt, joué à Londres, au Festival d'Édimbourg et tourné à travers le Royaume Uni.
de 2003 à 2005, de retour en France, il devient meneur des revues de la Compagnie Trabucco créée par l'accordéoniste Robert Trabucco.
En 2005, il entame une longue et riche collaboration artistique avec le metteur en scène Philippe Adrien.
En 2007, François joue avec Isabelle Adjani dans la pièce La Dernière Nuit pour Marie Stuart mise en scène par Didier Long au Théâtre Marigny.
En mars 2014, il reprend le rôle-titre du Le Porteur d'histoire de l’auteur et metteur en scène Alexis Michalik, spectacle qu'il jouera 260 fois au Studio des Champs-Élysées et en tournée en France, au Liban et en Polynésie.
En janvier 2019, François Raffenaud rejoint l'équipe de la Cité du Mot, Centre National de Rencontres installé dans le prieuré de La Charité sur Loire. Il y collabore à la mise en place de la première édition d'Aux Quatre Coins du Mot, festival qui se tiendra pendant le week-end de l'Ascension,. Il y crée le spectacle Portrait Charitois à partir d'interviews d'habitants, puis y tourne le documentaire de 52 min Un Jour de Charité, hymne à tous ceux qui donnent d'eux-mêmes dans la seule ville qui porte le nom de cette vertu.
En 2022 il rejoint l'équipe du Grenier de Babouchka pour le spectacle Le Voyage de Molière , en 2024 pour Le Cid et Cyrano de Bergerac et en 2025 pour la création aux fêtes Nocturnes de Grignan de Le Barbier de Séville, ces quatre derniers spectacles étant mis en scène par Jean-Philippe Daguerre.

### Auteur
En 2008, François Raffenaud écrit et met en scène Un petit déjeuner, monologue inspiré d’une très courte pièce d’Eugène O’Neill. Le spectacle est interprété pas Aurélie Dalmat et créé à l'Atrium, Scène Nationale de Fort-de-France, puis repris en 2011 à l'Archipel, Scène Nationale de Guadeloupe, en mars 2015 en tournée en Haïti, et en juillet 2016 dans le cadre du Festival de Fort-de-France qui avait déjà invité ce spectacle pour son édition de juillet 2014.
En 2011, pour la réouverture du Théâtre des Cinq Diamants à Paris, sa nouvelle directrice Sophie Saada offre à François de mettre en scène Sans fuir, qu'il vient d'écrire. Sophie Saada réitère son invitation la saison suivante avec une nouvelle pièce, Phèdre 3A.
En 2010 et 2011, François Raffenaud est chroniqueur pour Vents contraires, la revue en ligne du Théâtre du Rond-Point, sous son propre nom, ainsi qu'en alexandrins sous le pseudonyme de Fanch Ravenelle.
Depuis juin 2021, François Raffenaud écrit et tourne régulièrement La Minute Cultucrue #cultucrue sur Facebook, Instagram et YouTube. Des sketches offrant une galerie de personnages en lien avec les arts ou les artistes; une vision souvent crue de la culture française.

### Réalisateur et scénariste
En 2013, un an après avoir terminé le cursus de l’atelier scénario de la Fémis, François réalise son premier court-métrage Le Bout du fil, avec la comédienne Jenny Bellay. Prix de la Critique et mention spéciale du jury au festival Off-Courts de Trouville,, prix Cininter du festival du Premier Court de Pontault-Combault, ce film diffusé par TV5 Monde a été sélectionné dans de nombreuses manifestations, telles que City of Lights, City of Angels, le Festival du film français de Los Angeles et dans des festivals internationaux du film tels qu'à Kiev (Molodist), Rotterdam (IFFR), Tokyo (Short Short), Istanbul, Palm Springs, Washington, Londres, Moscou, Hawaï, Tahiti ou encore La Rochelle.
En 2014, François Raffenaud a été finaliste du premier concours de documentaires de 3 minutes organisé par l'émission Infracourts de France 2, avec Le Feu de la rampe sur l'éternelle envie de jouer des comédiens seniors.[réf. souhaitée]
Son second court-métrage, Chez soi, 14 minutes, de nouveau avec la comédienne Jenny Bellay, tourné fin avril 2016, produit par Kepler 22 Productions  a été sélectionné en 2017 au Prix Unifrance du Court-Métrage, à COLCOA City of Lights, City of Angels le Festival du Film Français de Los Angeles, à l'ASIANA International Short Film Festival de Séoul, à l'International Film Festival de Southampton, au Festival du Film Francophone de Tübingen-Stuttgart, ainsi qu'au Short Shorts Film Festival de Tokyo. En France, le film a reçu la Mention Special au festival Regards sur Courts d'Épinal et est en sélection au Festival du Film de Saint-Paul-Trois-Châteaux. CHEZ SOI est diffusé par la chaine TV5 Monde.[réf. souhaitée]
Son troisième court-métrage In Vivo, 20 minutes, produit par Filmo Productions, Hybrid Films et par le département de La Vienne, distribué par Manifest a été terminé en février 2017.[réf. nécessaire] François Raffenaud vient de terminer un documentaire de 52 minutes, Un Jour de Charité, pour la Cité du Mot, Centre Culturel de Rencontres à la Charité-sur-Loire. Le scénario de son projet de court-métrage Entre Deux a reçu le Prix "France 2 - Histoires Courtes" au Festival Paris Courts Devant 2019. Son dernier court-métrage Mamie, 12 minutes, tourné pendant le confinement et sorti en 2022 est sélectionné dans plusieurs festivals français et internationaux (Prague, Jaipur).

## Théâtre
- 1984 : Noces de sang de Federico García Lorca, mise en scène d'Yves Kerboul
- 1987 : La Visite de la vieille dame de Dürrenmatt, mise en scène de Jacques Clément
- 1988 : L'amour s'en va-t-en guerre, mise en scène de Liliane Delval, au Théâtre du Campagnol
- 1988-1989 : Le Campagnol fête Marivaux (festival - Tournée en France et USA) : 
  - La Colonie de Marivaux, mise en scène de Jean-Claude Penchenat
  - La Provinciale de Marivaux, mise en scène de Jean-Claude Penchenat
  - La Dispute de Marivaux, mise en scène d'Élisabeth Chailloux
  - Les Sincères de Marivaux, mise en scène de Jean Macqueron
  - Le Dénouement imprévu de Marivaux, mise en scène de Marie-Françoise Audollent
  - La Femme fidèle de Marivaux, mise en scène de Marie-Françoise Audollent
- 1989 : Doléances, mise en scène de Jean-Pierre Rossfelder - Hôtel de Rohan
- 1991 : Elle est là de Nathalie Sarraute, mise en scène d'Élisabeth Chailloux à l'Auditorium de l'A.N.P.E. du Spectacle
- 1992 : Par les villages de Peter Handke, mise en scène d'Élisabeth Chailloux - Théâtre des Quartiers d'Ivry et tournée en France
- 1993 : Le Parc de Botho Strauss, mise en scène d'Adel Hakim - Théâtre des Quartiers d'Ivry et tournée en France
- 1994 : Pour un oui ou pour un non de Nathalie Sarraute, mise en scène d'Élisabeth Chailloux - Théâtre des Quartiers d'Ivry et tournée en France
- 1995 : Cloradosco d'Adel Hakim, mise en scène d'Élisabeth Chailloux - Théâtre des Quartiers d'Ivry et tournée en France
- 1995 : L'Égaré d'Hansjörg Schneider, mise en lecture d'Adel Hakim - Théâtre des Quartiers d'Ivry et tournée en France
- 1995 : Corps, texte et mise en scène d'Adel Hakim - Théâtre des Quartiers d'Ivry et tournée en France
- 1995-1996 : Thyeste de Sénèque, mise en scène d'Adel Hakim - Théâtre des Quartiers d'Ivry et tournée en France
- 1995-1996 : Les Troyennes de Sénèque, mise en scène d'Adel Hakim - Théâtre des Quartiers d'Ivry et tournée en France
- 1995-1996 : Hercule furieux de Sénèque, mise en scène de Jean-Claude Fall - Théâtre Gérard-Philipe (Saint-Denis) et tournée en France
- 1996-1997 : Agamemnon de Sénèque, mise en scène d'Adel Hakim - Théâtre des Quartiers d'Ivry et tournée en France
- 1996-1997 : Hercule sur l'Œta de Sénèque, mise en scène de Jean-Claude Fall - Théâtre Gérard-Philipe (Saint-Denis) et tournée
- 1998 : La Chasse aux rats de Peter Turrini, mise en scène d'Agathe Alexis - Comédie de Béthune et tournée en Belgique
- 2000 : Outrage aux mœurs de Moisés Kaufman, mise en scène de Thierry Harcourt - Espace Cardin et Festival Lacosta
- 2001 : Chat en poche de Georges Feydeau, mise en scène de François Kergourlay - Théâtre Firmin Gémier / La Piscine
- 2001 : True For Ever, texte et mise en scène d'Andrew Neal - Old Red Lion Theatre (Londres) - Spectacle en anglais
- 2002 : A Frog in my Mouth, texte et mise en scène de Chris Sykes - Jermyn Street Theatre (Londres) - Spectacle en anglais
- 2002 : Les Troyennes et 11 septembre 2001 de Michel Vinaver, mise en lecture de Dimitri Rataud - Festival NAVA
- 2003 : Jimmy d'Alain Didier-Weill, mise en lecture de Marion Bierry - Festival NAVA
- 2005 : Doux Oiseau de jeunesse de Tennessee Williams, mise en scène de Philippe Adrien, avec Claudia Cardinale - Théâtre de la Madeleine
- 2005 : Obsessions de Jean-Luc Hennig, mise en scène de François Raffenaud - Théâtre de la Tempête
- 2005 : Andromaque de Racine, mise en scène de Philippe Adrien - Théâtre de la Tempête
- 2006 : La Dernière Nuit pour Marie Stuart de Wolfgang Hildesheimer, mise en scène de Didier Long, avec Isabelle Adjani - Théâtre Marigny
- 2007 : Jean-Paul II d'Alain Decaux, mise en scène de Robert Hossein - Palais des sports de Paris
- 2008 : La Cagnotte d'Eugène Labiche, mise en scène d'Adel Hakim - Festival de Grignan et Théâtre des Quartiers d'Ivry
- 2009 : Le Cerceau de Victor Slavkine, mise en scène de Laurent Gutmann - Théâtre populaire de Lorraine
- 2011 : Sans fuir, texte et mise en scène de François Raffenaud - Théâtre des Cinq Diamants
- 2011 : Le Cerceau de Victor Slavkine, mise en scène de Laurent Gutmann - Théâtre de la Tempête
- 2011-2012 : Le Dindon de Georges Feydeau, mise en scène de Philippe Adrien - (4 nominations aux Molières 2011) - Théâtre de la Tempête et tournée
- 2012 : Ce soir on improvise de Luigi Pirandello, mise en scène de Philippe Adrien - Atrium/Scène Nationale de la Martinique
- 2012 : Phèdre 3A, texte et mise en scène de François Raffenaud - Théâtre des Cinq Diamants
- 2012 : Bug ! de Jean-Louis Bauer, mise en scène de Philippe Adrien - Théâtre de la Tempête
- 2013 : Le Dindon de Georges Feydeau, mise en scène de Philippe Adrien - Théâtre de la Porte-Saint-Martin
- 2014-2015 : Le Porteur d'histoire, texte et mise en scène d'Alexis Michalik - (Molières 2014 du Meilleur Auteur et de la Meilleure Mise en Scène) - Studio des Champs-Elysées et en tournée en France, au Liban et en Polynésie.
- 2015 : Esperanza d'Aziz Chouaki, mise en lecture par Catherine Boskowitz pour Radio France Internationale - Festival d'Avignon
- 2015 : Je Soussigné Cardiaque de Sony Labou Tansi, mise en lecture par Catherine Boskowitz pour Radio France Internationale - Festival d'Avignon.
- 2015 : L'École des femmes de Molière, mise en scène par Philippe Adrien en tournée en France.
- 2019 : Portrait Charitois de François Raffenaud, mise en scène par François Raffenaud Festival Aux Quatre Coins du Mot, La Charité sur Loire
- 2022-2025 : Le Voyage de Molière de Pierre-Olivier Scotto et Jean-Philippe Daguerre, mis en scène par ce dernier.
- 2023 : Mon Grand-Père ce Robot de Sabine Revillet, mis en scène par Jérôme Wacquiez Tournée France, Martinique et Festival d'Avignon.
- 2024-2025 : Le Cid de Pierre Corneille, mise en scène par Jean-Philippe Daguerre - Théâtre Le Ranelagh et tournée.
- 2024 : Cyrano de Bergerac d'Edmond Rostand, mise en scène par Jean-Philippe Daguerre - Théâtre Le Ranelagh et tournée.
- 2025 : Le Barbier de Séville de Beaumarchais, mis en scène par Jean-Philippe Daguerre - Festival des Fêtes Nocturnes du Château de Grignan.

Théâtre musical et chanson
- 1991 : Toni et Vagabond de Pierre Grosz et Henri Dès
- 1999 : The Steve Ross Show, première partie de Steve Ross - P.O.P. Londres
- 1999-2002 : Froggy Style mise en scène de Thierry Harcourt - Londres/Festival d'Édimbourg/Tournée en Angleterre
- 2004-2006 : Revue et Music Hall tournée des productions Trabucco à travers la France, plus de 200 représentations

## Filmographie

### Cinéma

#### Longs métrages
- 2010 : Une exécution ordinaire de Marc Dugain
- 2020 : L'Origine du monde de Laurent Lafitte
- 2021 : En Attendant Bojangles de Régis Roinsard
- 2022 : Revoir Paris d'Alice Winocour
- 2022 : Second Tour d'Albert Dupontel

#### Moyen métrage
- 2020 : Un Jour de Charité (documentaire) de François Raffenaud

#### Courts métrages
- 2007 : Ainsi soit-il d'Isabelle Agid
- 2008 : Zcuse-nous de Chad Chenouga
- 2013 : Le Bout du fil de François Raffenaud
- 2014 : Le Feu de la Rampe (documentaire) de François Raffenaud
- 2016 : Chez Soi de François Raffenaud
- 2017 : In Vivo de François Raffenaud

### Télévision
- 2023 : Scènes de Ménages Saison 15 - rôle de Fred (10 épisodes)
- 2023 : Le jour de ma mort de Jérôme Cornuau
- 2006 : Rose et Val de Didier Le Pêcheur
- 2007 : Hard de Cathy Verney
- 2007 : Chez Maupassant : Une soirée de Philippe Monnier
- 2008 : P.J. de Thierry Petit
- 2008 : Joséphine, ange gardien de Philippe Monnier
- 2009 : Les Méchantes de Philippe Monnier